# WTA Premier-turneringar
WTA Premier-turneringar var en kategori av tennisturneringar på WTA-touren mellan 2009 och 2020. Turneringarna ersatte Tier I- och Tier II-turneringarna men antalet turneringar reducerades till 20 (från 26 i Tier I/II). Tier III och IV ersattes med kategorin International-turneringar. 
Premier-turneringarna inkluderade 2020 följande:
- Fyra "Premier Mandatory"-turneringar (Indian Wells, Miami, Madrid och Peking) med totalt 4,5 miljoner dollar i prispengar.
- Fem "Premier 5"-turneringar (Dubai, Rom, Cincinnati, Toronto/Montréal och Wuhan) med totalt 2 miljoner dollar i prispengar.
- Tolv "Premier"-turneringar med prispengar mellan 600 000 och 1 miljon dollar i prispengar.

Rankingpoängen som delades ut till vinnarna av turneringarna var följande:
- "Premier Mandatory" – 1000
- "Premier 5" – 900
- "Premier" – 470

## Turneringar
| Turnering     | Kommersiellt namn                               | Stad/städer        | Land                  | Underlag      | Prispengar (US$) | Nuvarande singelmästare | Nuvarande dubbelmästare                      |
| Sydney        | Medibank International Sydney                   | Sydney             | Australien            | Hardcourt     | 600 000          | Jelena Dementieva       | Hsieh Su-wei / Shuai Peng                    |
| Paris         | Open GDF Suez                                   | Paris              | Frankrike             | Hardcourt (i) | 700 000          | Amélie Mauresmo         | Cara Black / Liezel Huber                    |
| Dubai         | Barclays Dubai Tennis Championships             | Dubai              | Förenade arabemiraten | Hardcourt     | 2 000 000        | Venus Williams          | Cara Black / Liezel Huber                    |
| Indian Wells  | BNP Paribas Open                                | Indian Wells       | USA                   | Hardcourt     | 4 500 000        | Vera Zvonareva          | Vera Zvonareva / Victoria Azarenka           |
| Miami         | Sony Ericsson Open                              | Key Biscayne       | USA                   | Hardcourt     | 4 500 000        | Victoria Azarenka       | Svetlana Kuznetsova / Amelie Mauresmo        |
| Charleston    | Family Circle Cup                               | Charleston         | USA                   | Grus          | 1 000 000        | Sabine Lisicki          | Bethanie Mattek-Sands / Nadia Petrova        |
| Stuttgart     | Porsche Tennis Grand Prix                       | Stuttgart          | Tyskland              | Grus (i)      | 700 000          | Jelena Janković         | Anna-Lena Grönefeld / Patty Schnyder         |
| Rom           | Internazionali BNL d'Italia                     | Rom                | Italien               | Grus          | 2 000 000        | Jelena Janković         | Chan Yung-jan / Chuang Chia-jung             |
| Madrid        | Mutua Madrileña Madrid Open                     | Madrid             | Spanien               | Grus          | 4 500 000        | ingen                   | ingen                                        |
| Warszawa      | Warsaw Open                                     | Warszawa           | Polen                 | Grus          | 600 000          | ingen                   | ingen                                        |
| Eastbourne    | AEGON International                             | Eastbourne         | Storbritannien        | Gräs          | 600 000          | Agnieszka Radwanska     | Cara Black / Liezel Huber                    |
| Stanford      | Bank of the West Classic                        | Stanford           | USA                   | Hardcourt     | 700 000          | Aleksandra Wozniak      | Cara Black / Liezel Huber                    |
| Los Angeles   | East West Bank Classic presented by Herbalife   | Los Angeles        | USA                   | Hardcourt     | 700 000          | Dinara Safina           | Chan Yung-jan / Chuang Chia-jung             |
| Cincinnati    | Western & Southern Financial Group Women's Open | Cincinnati         | USA                   | Hardcourt     | 2 000 000        | Nadia Petrova           | Maria Kirilenko / Nadia Petrova              |
| Kanada        | Rogers Cup                                      | Toronto / Montréal | Kanada                | Hardcourt     | 2 000 000        | Dinara Safina           | Cara Black / Liezel Huber                    |
| New Haven     | Pilot Pen Tennis presented by Schick            | New Haven          | USA                   | Hardcourt     | 600 000          | Caroline Wozniacki      | Kveta Peschke / Lisa Raymond                 |
| Tokyo         | Toray Pan Pacific Open                          | Tokyo              | Japan                 | Hardcourt     | 2 000 000        | Dinara Safina           | Vania King / Nadia Petrova                   |
| Peking        | China Open                                      | Peking             | Kina                  | Hardcourt     | 4 500 000        | Jelena Janković         | Anabel Medina Garrigues / Caroline Wozniacki |
| Moskva        | Kremlin Cup                                     | Moskva             | Ryssland              | Matta (i)     | 1 000 000        | Jelena Janković         | Nadia Petrova / Katarina Srebotnik           |
| Championships | Sony Ericsson Championships                     | Doha1              | Qatar                 | Hardcourt     | 4 450 000        | Venus Williams          | Cara Black / Liezel Huber                    |

- I grått är de obligatoriska turneringarna.
- 1 - Doha är värdstad för WTA Tour Championships till 2011.

## Historik

### Tier I
Sista året som kategorin Tier I spelades var säsongen 2008 och då såg det ut så här:
| Turnering                   | Månad     | Underlag      | Prispengar    | Spelare | Mästare         |
| Qatar Total Open            | Februari  | Hardcourt     | US$ 2 500 000 | 56      | Maria Sjarapova |
| Pacific Life Open           | Mars      | Hardcourt     | US$ 2 100 000 | 96      | Ana Ivanović    |
| Sony Ericsson Open          | Mars      | Hardcourt     | US$ 3 770 000 | 96      | Serena Williams |
| Family Circle Cup           | April     | Grönt grus    | US$ 1 340 000 | 56      | Serena Williams |
| Qatar Telecom German Open   | Maj       | Grus          | US$ 1 340 000 | 56      | Dinara Safina   |
| Internazionali BNL d'Italia | Maj       | Grus          | US$ 1 340 000 | 56      | Jelena Janković |
| Rogers Cup                  | Juli      | Hardcourt     | US$ 1 340 000 | 56      | Dinara Safina   |
| Toray Pan Pacific Open      | September | Hardcourt     | US$ 1 340 000 | 28      | Dinara Safina   |
| Kremlin Cup                 | Oktober   | Hardcourt (i) | US$ 1 340 000 | 28      | Jelena Janković |

#### Mästare
| År | Doha            | Tokyo             | Indian Wells      | Miami                   | Charleston              | Berlin                  | Rom               | San Diego         | Kanada                  | Moskva            | Zürich                     |
| 08 | Sjarapova (6/6) | Safina (3/3)      | Ivanović (3/3)    | S.Williams (9/10)       | S.Williams (10/10)      | Safina (1/3)            | Janković (3/4)    | -                 | Safina (2/3)            | Janković (4/4)    | -                          |
| 07 | -               | Hingis (17/17)    | Hantuchová (2/2)  | S.Williams (8/10)       | Janković (1/4)          | Ivanović (2/3)          | Janković (2/4)    | Sjarapova (5/6)   | Henin (9/10)            | Dementieva (2/2)  | Henin (10/10)              |
| 06 | -               | Dementieva (1/2)  | Sjarapova (2/6)   | Kuznetsova (1/1)        | Petrova (1/2)           | Petrova (2/2)           | Hingis (16/17)    | Sjarapova (3/6)   | Ivanović (1/3)          | Tjakvetadze (1/1) | Sjarapova (4/6)            |
| 05 | -               | Sjarapova (1/6)   | Clijsters (3/5)   | Clijsters (4/5)         | Henin (7/10)            | Henin (8/10)            | Mauresmo (6/6)    | Pierce (4/5)      | Clijsters (5/5)         | Pierce (5/5)      | Davenport (11/11)          |
| 04 | -               | Davenport (9/11)  | Henin (6/10)      | S.Williams (7/10)       | V.Williams (6/6)        | Mauresmo (3/6)          | Mauresmo (4/6)    | Davenport (10/11) | Mauresmo (5/6)          | Myskina (2/2)     | Molik (1/1)                |
| 03 | -               | Davenport (8/11)  | Clijsters (1/5)   | S.Williams (6/10)       | Henin (2/10)            | Henin (3/10)            | Clijsters (2/5)   | -                 | Henin (4/10)            | Myskina (1/2)     | Henin (5/10)               |
| 02 | -               | Hingis (15/17)    | Hantuchová (1/2)  | S.Williams (4/10)       | Majoli (3/3)            | Henin (1/10)            | S.Williams (5/10) | -                 | Mauresmo (2/6)          | M.Maleeva (2/2)   | Schnyder (1/1)             |
| 01 | -               | Davenport (6/11)  | S.Williams (2/10) | V.Williams (5/6)        | Capriati (1/1)          | Mauresmo (1/6)          | Dokić (1/2)       | -                 | S.Williams (3/10)       | Dokić (2/2)       | Davenport (7/11)           |
| 00 | -               | Hingis (10/17)    | Davenport (5/11)  | Hingis (11/17)          | Pierce (3/5)            | Martinez (9/9)          | Seles (9/9)       | -                 | Hingis (12/17)          | Hingis (13/17)    | Hingis (14/17)             |
| 99 | -               | Hingis (6/17)     | S.Williams (1/10) | V.Williams (2/6)        | Hingis (7/17)           | Hingis (8/17)           | V.Williams (3/6)  | -                 | Hingis (9/17)           | Tauziat (1/1)     | V.Williams (4/6)           |
| 98 | -               | Davenport (3/11)  | Hingis (4/17)     | V.Williams (1/6)        | Coetzer (1/1)           | Martinez (8/9)          | Hingis (5/17)     | -                 | Seles (8/9)             | Pierce (2/5)      | Davenport (4/11)           |
| 97 | -               | Hingis (1/17)     | Davenport (1/11)  | Hingis (2/17)           | Hingis (3/17)           | M.Fernandez (1/1)       | Pierce (1/5)      | -                 | Seles (7/9)             | Novotna (2/2)     | Davenport (2/11)           |
| 96 | -               | Majoli (2/3)      | Graf (16/18)      | Graf (17/18)            | A.Sanchez Vicario (6/6) | Graf (18/18)            | Martinez (7/9)    | -                 | Seles (6/9)             | -                 | Novotna (1/2)              |
| 95 | -               | Date (1/1)        | -                 | Graf (14/18)            | Martinez (5/9)          | A.Sanchez Vicario (5/6) | Martinez (6/9)    | -                 | Seles (5/9)             | -                 | Majoli (1/3)               |
| 94 | -               | Graf (11/18)      | -                 | Graf (12/18)            | Martinez (3/9)          | Graf (13/18)            | Martinez (4/9)    | -                 | A.Sanchez Vicario (4/6) | -                 | M.Maleeva (1/2)            |
| 93 | -               | Navratilova (3/3) | -                 | A.Sanchez Vicario (3/6) | Graf (8/18)             | Graf (9/18)             | Martinez (1/9)    | -                 | Graf (10/18)            | -                 | Ma.Maleeva-Fragnière (1/1) |

### Tier II
Sista året som kategorin Tier II spelades var säsongen 2008 och då såg det ut så här:
| Turnering                   | Månad     | Underlag      | Prispengar    | Spelare | Mästare             |
| Medibank International      | Januari   | Hardcourt     | US$ 600 000   | 28      | Justine Henin       |
| Open Gaz de France          | Februari  | Hardcourt (i) | US$ 600 000   | 28      | Anna Tjakvetadze    |
| Proximus Diamond Games      | Februari  | Hardcourt (i) | US$ 600 000   | 28      | Justine Henin       |
| Dubai Tennis Championships  | Februari  | Hardcourt     | US$ 1 500 000 | 28      | Jelena Dementieva   |
| Bangalore Open              | Mars      | Hardcourt     | US$ 600 000   | 28      | Serena Williams     |
| Bausch & Lomb Championships | April     | Grönt grus    | US$ 600 000   | 56      | Maria Sjarapova     |
| International Women's Open  | Juni      | Gräs          | US$ 600 000   | 28      | Agnieszka Radwańska |
| Bank of the West Classic    | Juli      | Hardcourt     | US$ 600 000   | 28      | Aleksandra Wozniak  |
| East West Bank Classic      | Juli      | Hardcourt     | US$ 600 000   | 56      | Dinara Safina       |
| Pilot Pen Tennis            | Augusti   | Hardcourt     | US$ 600 000   | 28      | Caroline Wozniacki  |
| China Open                  | September | Hardcourt     | US$ 600 000   | 28      | Jelena Janković     |
| Porsche Tennis Grand Prix   | September | Hardcourt (i) | US$ 145 000   | 28      | Jelena Janković     |
| Zurich Open                 | Oktober   | Hardcourt (i) | US$ 600 000   | 28      | Venus Williams      |
| Generali Ladies Linz        | Oktober   | Hardcourt (i) | US$ 600 000   | 28      | Ana Ivanović        |